# TV Excelsior
TV Excelsior je ugašena brazilska televizijska mreža koju je osnovao Mario Wallace Simonsen 9. srpnja 1960. u gradu Sao Paulu u saveznoj državi Sao Paulo. Posljednji dan emitiranja bio je 30. rujna 1970. nakon što je  brazilska vojna hunta naprasno prekinula program.

## Povijest
Godine 1959. Organizacija Victora Coste vlasnika TV Pauliste, petog kanala u  Sao Paulu (koju je kasnio kupio TV Globo) dobila je koncesiju od savezne vlade za drugi televizijski kanal u gradu, deveti kanal. Posjedovanje više kanala od strane jedne organizacije u to vrijeme nije bilo zabranjeno zakonom.
Organizacija Victora Coste bila je vlasnik Radija Excelsior koji se sada zove CBN pa je odlučeno da će se nova televizijska postaja zvati Excelsior. Riječ Excelso na Portugalskom jeziku znači uzvišen. Međutim  prije pokreteanja kanala, kupila ga je skupina poslovnih ljudi predvođena obitelj Simonsen koja je posjedovala više od 40 tvrtki, najpoznatija od svih  bila je Panair do Brasil u to vrijeme najveći zračni prijevoznik u državi. U skupini su bile i druge osobe naprimjer  Jose Luis Moura  poduzetnik i izvoznik kave iz Santosa, Kongresnik Orttiz Monteiro osnivač TV Pauliste, i John Scantimburgo, vlasnik novina Coreio Paulistano
TV Excelsior je kupljen za 80 milijuna Brazilskih reala što je bila  velika svota novca u to vrijeme. Uz koncesiju kupnja je uključivala i opremu između ostalog , odašiljački toranj i primopedajnik. Sustav za odašiljanje signala bio je postavljen na križanju ulice Consolacao i Avenije Paulista, studio se nalazio u Aveniji Adolfa PInheira a sjedište uprave televizijske nalazilo se u središtu grada.
S dolaskom vojne hunte na vlast 1964. godine za televizijsku  postaju su  počeli problemi s cenzurom Emisije poput onih koje su vodili Moacir Franco, Derci Goncalves i Costinha su bilie često ciljane od strane cenzora, tekstovi Telenovela su bili stalno cenzurirani, a neke su morale biti premještene u kasniji termin nakon 22 sata. Kao oblik potkazivanja cenzurirani isječci iz emisija nikad nisu vraćeni , umjesto njih stavljeni su crtani likovi pokrivenih usta i ušiju s tekstualnim oblačićem u kojem  je pisalo cenzurirano.
Excelsior TV je i dalje imao dobru gledanost i emisija Monacir Franco Show dosegla je 77% gledanosti u gradu Sao Paulu i 97% gledanosti u gradu Santosu 1965. godine. Godina je bila vrlo teška za ostale tvrtke u sastavu Grupe Simonsen. Taj postupak je završio plijenidbom imovine Grupe Simonsen uključujući i Mrežu Excelsior, koja je bila sastavljena od emitera iz Sao Paula, Rio de Janeira. Porto Alegrea, i Belo Horizontea. Grupa Simonsen se sudski nagodila o vraćanju dugova i televizija se uskoro vratila u eter.
Nedugo nakon tih događaja upravitelji Excelsior televizije su pokušali stvoriti novčanu zakladu kako bi kupili tu televizijsku postaju i predložili su to tadašnjem Predsijedniku Republike, Humbertu  Castelu Brancu koji nije prihvatio prijedlog ustvrdivši da je takav postupak protuzakonit. Zatim je  Carlos Lacerda pokušao zadržati emitera iz Rio de Janeira dočim je u Sao Paulu, Ademar de Barros želio preuzeti tamošnjeg emitera. Obojica su bili guverneri i koristili su dugove koje su emiteri imali prema saveznim državama kao argument u svoju korist, ali je njihove ponude odbila savezna vlada.
Iste godine Excelsior je pokrenuo Prvi Festival Brazilske Popularne Glazbe na kojem je  pobijedila skladba Arrastao autora glazbe Edua Loboa koju je izvela Ellis Regina.. Iste godine Mario Simonsen je preminuo u Parizu. Njegov sin Wallace Simonsen  je prodao  televizijsku postaju Edsonu Leiteu, Albertu Saadu  Otaviu Friasu i Carlosu Caldeiri  poslijednja dvojica su bili vlasnici Folha da Manha novinske grupacije iz Sao Paula. Upravljanje televizijskom postajom prepušteno je Edsonu Leiteu i Albertu Saadu. 
Nastavljajući ulaganja u telenovele i 1966. godine usred nekoliko unutarnjih kriza Excelsior je pokrenuo snimanje najdulje telenovele u povijesti Brazilske televizije.  Redencao prevedeno Iskupljenje, Telenovela koje je bila originalno djelo autiora Raimunda Lopesa u 596 nastavaka, a u glumačkom ansamblu su nastupali: Marcia Real, Flora Geni, Rodolfo  Mayer, Vicente Leporace i Procopo  Ferreira između ostalih. Iskupljenje se emitiralo od svibnja 1966. do svibnja 1968. godine.
Godine 1967. usprkos tome što je televizija bila u velikim dugovima otvoren je novi studijski kompleks u Sao Paulu u četvrti Villa  Guilherme. Kompleks se sastojao od 12 televizijskih studija, 40 vozila i više od 500 zaposlenih . Televizijska mreža SBT je kasnije koristila taj prostor.
U novom studiju Excelsior TV je proizveo telenovelu Morro dos Ventos Uivantes čija se radnja odvijala u 19 stoljeću prema  tekstu O tempo e o Vento autora Erica Verissima koji su adptirali Lauro Cesar Muniiz i Texeira Filho pod redateljskom palicom Dionisia Azeveda. Spomenuta telenovela je bila posljednja u  nizu telenovela koje je ta televizija emitirala u terminu od 21:30.
Godine 1968. pogoršali su se financijski problemi i mnogi glumci su prešli na druge televizije suočeni sa stalnim kašnjenjem plaća. Excelsior TV je nakon toga počeo emitirati  brojne  američke serije, dok su njihove telenovele i dalje bile na meti cenzora. Stupanjem na snagu Institucionalnog Dekreta Broj 5 13. prosinca 1968. emiter je ukinuo avangardne informativne emisije jer su pritisci cenzora sprječavali prikazivanje reportaža koje su do tada bile karakteristične za takve emisije.
Godine 1969. televizija je proizvela telenovelu Sangue do meu sangue, (Krv moje krvi) scenarista Vicenta Sessa, redatelja Sergia Brita, a u glumačkoj ekipi su bili Francisco  Cuocco, Fernanda Montenegro, Tonia Carreiro, Nicete Bruno, Henrique Martins, Nives Maria, Armando Bogus, Mauro Mendonca i Rodolfo Mayer i mnogi drugi,
Produkcija telenovela koja je bila jedan od zaštitnih znakova TV Excelsior (1963. godine televizija je emtirala 3 telenovele, 1964. godine ih je emitirala 10, a 1965. godine njihov broj se povećao na 17) od 1966. godine njihov broj je počeo opadati. Godine 1969. televizija je emitirala samo 5 serija tog žanra.

Tijekom mjeseca kolovoza 1969. godine oluja je uništila odašiljački toranj televizijske postaje u Riju koji se nalazio u Sumareu Usred teške situacije zbog dugova i otpuštanja radnika dionice televizije je ponovno otkupio Wallace Simonsen. Nekretnine u kompleksu Villa Guihlherme u kojima je bio smješten studio ostali su u vlasništvu Otavija Friasa i Carlosa Caldeirasa.
Situacija na televiziji se nastavila pogoršavati i Simonsen je ponovno prodao svoje dionice. Kupio ih je Dorival Masci de Abreu vlasnik Radija Marconi, ali su zaposlenici televizije tražili da se ugovor poništi i da se dionice vrate Simonsenu.
Dana 28. rujna 1970. dozvola za emitiranje je ukinuta, a 1. listopada iste godine Fereira Nieto je upao u studio. Nacionalno Ministarstvo za Telekomunikacije skraćeno Dentel prekinulo je rad TV Excelsior. Navedeni razlozi za taj čin bili su nepoštovanje pravila Zakona o Telekomunikacijama, financijsku nelikvidnost i kašnjenje s isplatom plaća zaposlenicima.

## Kraj TV Excelsior
TV Excelsior je prekinuo s radom 1. listopada 1970. godine kad je novinar Fereira Neto upao u televizijski studio iz kojeg je emitirao šaljivu poruku kojom je gledateljima objavio da je vlada proglasila bankrot TV Excelsior. Istovremeno su tehničari Dentela isključivali signal televizije. Televiziji Excelsior je došao kraj nakon 10 godina rada. Pravno gledano TV Excelsior je imao krajnji rok do 15. prosinca 1970. kako bi podmirio dugove saveznoj vladi, to jest morao je platiti najmanje polovicu ukupnog duga. Međutim, vlasnici kanala nisu platili niti 1% ukupnih dugovanja, te im je savezna vlada ukinula koncesiju.
Emitiranje programa TV Excelsior u Sao Paulu prekinuto je u 18:40 nedugo nakon emitiran oproštajnog programa.
U Rio de Janeiru su aktivnosti na drugom prestale nešto ranije u 17 sati.
Prema predsjedničkom proglasu do gašenja je došlo zbog kršenja Zakona o Telekomunikacijama.

## Nakon Excelsiora
Pet godina nakon gašenja drugog kanala u Riju, Vojne vlasti su same sebi dodijelile koncesiju za obrazovni kanal. TVE Brazil koji se spojio s drugim javnim emiterima i postao TV BraTrzil.
Trinaest godina nakon gašenja Excelsiora Adlpho Bloch je dobio koncesiju za deveti kanal u Sao Paulu i šesti kanal u Riju što je bio početak Mreže Manchete, a kasnije Mreže TVI.

## Mreža
- TV Excelsior São Paulo (kanal 9, O&O)
- TV Excelsior Rio (kanal 2, O&O)
- TV Alvorada (kanal 8, Brasília, povezan između 1967. i 1969., sada RecordTV Brasília)
- TV Anhanguera (kanal 2, Goiânia, povezana između 1963. i 1969., sada podružnica Globa)
- TV Centro América (kanal 2, Cuiabá, povezana između 1967. i 1969., sada podružnica Globa)
- TV Difusora (kanal 4, São Luís, povezana između 1966. i 1970., sada podružnica SBT-a)
- TV Gaúcha (kanal 12, Porto Alegre, povezan između 1963. i 1967., sada RBS TV, podružnica Globa)
- TV Jornal do Commercio (kanal 2, Recife, povezan između 1973. i 1970., kasnije preimenovan u TV Jornal i povezan s Globom, Bandom i od 1987. trenutno sa SBT-om)
- TV Morena (Channel 6, Campo Grande, povezana između 1965. i 1969., sada podružnica Globa)
- TV Nacional (kanal 3, Brasília, povezan između 1963. i 1967., sada postaja TV Brasil na kanalu 2)
- TV Paranaense (kanal 12, Curitiba, povezan između 1965. i 1970., sada RPC TV, podružnica Globa)
- TV Triângulo (kanal 8, Uberlândia, povezana između 1964. i 1970., sada TV Integração Uberlândia, podružnica Globa)
- TV Vila Rica (kanal 7, Belo Horizonte, povezan između 1967. – 1970., sada Band Minas)